# Suwaan
Suwaan is een bestuurslaag in het regentschap Bangkalan van de provincie Oost-Java, Indonesië. Suwaan telt 3640 inwoners (volkstelling 2010).